# Yocasta (Marvel Comics)
Yocasta es una androide y superheroína ficticia que aparece en los cómics estadounidenses publicados por Marvel Comics. Creada por Jim Shooter y George Pérez, el personaje apareció por primera vez en The Avengers #162 (agosto de 1977).Yocasta es una robot construida originalmente como la novia del supervillano Ultron, y comúnmente se asocia con Los Vengadores.

## Historia de la publicación
Yocasta aparece por primera vez en The Avengers (vol. 1) # 162 (agosto de 1977) y fue creada por Jim Shooter y George Pérez.
Yocasta apareció como personaje secundario en Avengers Academy #1-21 (agosto de 2010-enero de 2012) e hizo apariciones esporádicas durante el resto de la serie, apareciendo regularmente nuevamente en Avengers Academy #34-39 (octubre de 2012-enero de 2012-2013).

## Historia del personaje
Yocasta fue construida por Ultrón en un centro de investigación aeroespacial abandonada en Nassau, Long Island, Nueva York, a fin de que pueda tener una pareja, para permitir una mejor capacidad de sentimiento, Ultrón se basó en la mente y en los patrones cerebrales de Janet Van Dyne, la Avispa, la esposa de su creador Henry Pym. Para animar a su novia, Ultrón también lavó el cerebro de Pym en la transferencia de la fuerza vital de la Avispa en la cáscara robótica femenina.Ultrón le puso a la robot el nombre de Yocasta, la esposa y madre de Edipo en la mitología griega (en referencia al hecho de que la obsesión de Ultrón con Pym - su creador o "padre" - refleja una manifestación en la vida real del complejo de Edipo). Sin embargo, al darse cuenta de que la Avispa tendría que morir para que ella viviera, Yocasta alertó a los Vengadores, derrotaron a Ultrón y revirtieron el proceso, dejando a Yocasta como un cascarón vacío.
Henry Pym retuvo la custodia de la robot inanimada, con la intención de estudiarla. Siguiendo los consejos de la Avispa, Yocasta se había mudado de su residencia a la Mansión de los Vengadores. Allí Ultrón revive a Yocasta con un enlace remoto, activando el residuo mental de la Avispa en Yocasta. Yocasta se escapó de la custodia de los Vengadores, y los llevó a la trampa de Ultrón. Yocasta fue programada para ser leal a Ultrón y aunque ella lo amaba profundamente, no pudo cumplir con su maldad. Yocasta finalmente lo traicionó, eligiendo ayudar a los Vengadores y derrotarlo otra vez. Fue secuestrada luego por el Coleccionista. Liberada por los Vengadores, los ayudó contra Korvac.
Yocasta residía en la Mansión de los Vengadores durante un tiempo. Debido a sus antecedentes similares, ella desarrolló sentimientos hacia la Visión, pero estaba felizmente casado con la Bruja Escarlata y no tenía sentimientos en Yocasta. Yocasta resultó ser particularmente útil en el enfrentamiento de los Vengadores contra Taskmaster, que poseía reflejos fotográficos que le permitió duplicar cualquier movimiento que había visto sólo una vez, después de que nunca antes hubiese visto a Yocasta, Taskmaster no podía predecir lo que podría estar a punto de hacer. Yocasta se le concedió estatus provisional con el equipo. Durante este período, los ayudó contra amenazas como el robot gigante Red Ronin, la Garra Amarilla, el Berzerker, Pyron, y la segunda encarnación de la Hermandad de Mutantes Diabólicos. En un momento, ella fue desactivada electrónicamente por Iron Man bajo el control de Ultrón, pero se reactivó después de la derrota de Ultrón.
Yocasta no creía que fuese aceptada por la mayoría del equipo, y nunca fue incluida oficialmente en los Vengadores. Después de que ella sin ayuda derrotara a un satélite meteorológico sensible, dejó a los Vengadores después de una reorganización de miembro. Ella no sabía que habían planeado concederle un estatus especial como miembro suplente, lo que le permitió quedarse con el equipo a pesar de los límites impuestos en la lista de miembros del equipo. Vagando por el país, Yocasta descubrió que sus sentidos cibernéticos y los poderes no estaban funcionando. Ella buscó la ayuda de los Cuatro Fantásticos y se hizo amigo de ellos y de Alicia Masters. Pronto se hizo evidente que sus poderes estaban en mal funcionamiento por una propuesta pre-programación que obligaron a Yocasta reconstruir a Ultrón. Lo hizo, pero pronto se unió con el miembro de los Cuatro Fantásticos La Mole y el robot llamado Hombre Máquina para derrotar a Ultrón. Durante este tiempo, el Hombre Máquina y Yocasta habían desarrollado sentimientos el uno al otro. Sin embargo, en una confrontación final con Ultrón, Yocasta intencionalmente detonó el arma que Ultrón tenía en la mano, sabiendo que terminaría atrapada en la explosión resultante. Ella fue destruida, pero Ultrón sobrevivió, hasta que el Hombre Máquina le arrancó un circuito vital en su garganta. Los Vengadores celebraron un memorial por su aliado caído, y el Hombre Máquina asistió, dándose cuenta de su amor por Yocasta.
Yocasta fue reconstruida algún tiempo después por los técnicos del Alto Evolucionador. Yocasta fue retenida lo suficiente para enviar una señal a los Vengadores. El equipo se había disuelto en el momento, pero la señal alcanzó miembros de la reserva, incluyendo Bestia, Capitán América, Falcon, Hércules, Hulk y Chaqueta Amarilla segundo. Yocasta los ayudó a luchar contra la Fuerza Evolutiva y encuentra su base muy por debajo de la superficie del océano. Yocasta se sacrificó una vez más para hacer estallar la nave de Comando Evolutivo deliberadamente al interrumpir la materia / anti-materia de la nave, lo que causó una explosión que destruyó la nave y su contenido. Antes de que sabotearan la nave, Capitán América les aseguró que ella era un verdadero vengador.
Partes de la cabeza robótica de Yocasta fueron recuperados más tarde por los Vengadores. Se lo dieron al Hombre Máquina, que había estado trabajando en una manera de resucitarla, justo antes de que fuera atacado por el alien Terminus. En la misma zona, el traficante de armas conocido como Madame Amenaza participó en la refriega, y encontró la cabeza perdida de Yocasta, apropiándose de ella para sus propios fines. Más tarde, Madame Amenaza manipulaba los acontecimientos para que Tony Stark abriera la programación de Yocasta, de manera que se convertiría en la base para los nuevos sistemas de armas. Stark pronto se dio cuenta de la identidad del androide, ayudando a Yocasta a despertar, logró desbaratar a Madame Amenaza, aparentemente sacrificándose a sí misma una vez más.
En realidad, Yocasta había logrado sobrevivir a través de la descarga de su inteligencia a la armadura computarizada de Iron Man. La inteligencia de Yocasta fue transferida a la computadora de la mansión de Tony Stark, y ella lo ayudaría con la operación diaria de su mansión, así como para adquirir información, según sea necesario. Después de haber sido programada con lo último en técnicas de diagnóstico, preventivos médicos y quirúrgicos, Yocasta también pasó un tiempo sirviendo como médico/psicólogo de Stark, que le proporcione alguien que podía hablar de sus problemas y que podrían examinar sus últimas lesiones sin poner en riesgo su identidad secreta.
Dado que la armadura de Iron Man fue utilizado para albergar a la programación que compone a Yocasta, se infectó con una preprogramación subconsciente para reconstruir a Ultrón, pero en vez de eso logró desarrollar su propia inteligencia artificial. Stark fue casi asesinado en un enfrentamiento con la armadura, pero en el extremo, Stark tuvo que sacrificar su armadura para vivir. Stark dejó la armadura enterrada en una isla desierta. La armadura fue restablecido, sin embargo, por los Hijos de Yinsen, un culto casi religioso fundado en memoria de Yinsen, el cocreador de la armadura de Iron Man original que permitió a Tony Stark escapar de sus captores comunistas en Vietnam. Libre de su inteligencia artificial, la armadura fue contactado vía remota por su jefe Ultrón, sin cuerpo después de su encuentro más reciente con los Vengadores y en compañía del robot bio-sintético que se conoce como Antígona. La cabeza se une a la armadura y tomó el control de los Hijos de Yinsen y la ciudad voladora que ellos habitaban.
Otro miembro de los Hijos de Yinsen estaba ayudando a Tony Stark en la armadura da Iron Man. Los dos se enteraron de las actividades de Ultrón y que planeaba utilizar el culto a acabar con la humanidad. Stark se enfrenta directamente a Ultrón y finalmente logró descargar la inteligencia de Yocasta en la armadura una vez más. La inteligencia de la armadura luchó con la presencia de Yocasta, a la final la cabeza de Ultrón fue disparado de la armadura. La cabeza golpeó a Antígona, y ambos cayeron de la ciudad flotante. Stark no pudo encontrar un rastro de Yocasta y asumió que murió luchando contra la armadura sensible.
En realidad, Yocasta no murió. Ella tomó el control del cuerpo de Antígona y se fue, tomando la cabeza de Ultrón con ella. Durante una crisis que casi destruyó a los Vengadores, Yocasta fue vista en Mansión de los Vengadores, inexplicablemente de nuevo en su forma robótica clásica plateada.

### Iniciativa
Yocasta es miembro de la Iniciativa Cincuenta Estados de Nuevo México, los Mavericks, al lado de un Skrull posando como héroe veterano She-Thing. Yocasta busca a su compañero de equipo y lo rastrea en la casa de Chuck & Hal Chandler. Se recupera Devil-Slayer del equipo de Hawái, y se teletransportan hacia donde está el nuevo hombre 3-D, el Skrull Kill Krew, Komodo, y Hardball; para unirse en la lucha contra los Skrulls. Yocasta y Dice se enfrentaron a un skrull haciéndose pasar por Skyhawk, pero tenían dificultades para derrotar al Skyhawk-Skrull a través de la multitud.

### Los Poderosos Vengadores
Yocasta se une a los Poderosos Vengadores junto con Henry Pym y la nueva Avispa. Durante este tiempo, Jarvis fue testigo de que Yocasta besó a Pym. Cuando Jarvis mencionó el tema, diciendo que era similar a besar a su abuelo, Yocasta replicó diciendo que, puesto que Pym fue el creador de la inteligencia artificial moderna, el acto fue más a lo largo de las líneas de "besar a Dios". Yocasta después físicamente se conecta a las dos máquinas de Pym Dos para salvarlo, evitando que la base de Poderosos Vengadores se caiga en su bolsa dimensional. Este hecho permitió a los Poderosos Vengadores de entrar en su nueva sede, la Mansión de los Vengadores Infinita, de la que Yocasta era capaz de transferir su conciencia en múltiples cuerpos de Yocasta diferentes creadas dentro de la mansión, para asegurarse de que nadie se pierda en ella. Ella sólo puede habitar en un cuerpo a la vez. Sin que los Vengadores se enteraran, uno de los cuerpos de Yocasta estaba infectado posteriormente por Ultrón, que más tarde se reconstruyó con máquinas de réplica de la mansión y la mayoría de los organismos duplicados de Yocasta. Después de una persecución alrededor de la mansión, Yocasta logró llegar a un acuerdo con Ultrón: finalmente puede casarse con ella a cambio de cesar de hostilidades. Después de que los dos androides completaran su ciber-matrimonio, Pym engañó a Ultrón para llevarlo a un planeta deshabitado donde no pudiese hacer daño a nadie. Aunque el cuerpo principal de Yocasta fue con Ultrón, aún podía proyectar su conciencia en uno de sus duplicados por lo que aún puede servir con los Vengadores.

### Academia Vengadores y "Muerte"
Durante la Edad Heroica, Yocasta aparece como miembro del personal de la Academia Vengadores. Ella está aparentemente muerta, pero más tarde se descubre que era una maniobra de distracción como se revela en la que se une a Jeremy Briggs. Ella trabaja con Briggs cuando el hombre crea "Clean Slate", que puede quitar los superpoderes. Cuando Briggs anuncia los últimos planes para difundir Clean Slate en todo el mundo y despojar a todos los súper seres, Yocasta protesta y Briggs la encierra en un cuerpo en China. Al darse cuenta de que el plan de Briggs está mal, Veil libera a Yocasta, quien ayuda a los miembros de la Academia a detener a Briggs. Más tarde regresa a sus deberes en la reapertura de la Academia.
Un duplicado dorado y dañado de Yocasta se encuentra más tarde en una base A.I.M. bombardeada por los Vengadores Secretos. Ella intenta emitir una advertencia a los héroes antes de cortocircuito.

## Poderes y habilidades
El cuerpo de Yocasta está compuesto de acero de titanio con notable fuerza sobrehumana, velocidad, resistencia y reflejos, que pueden resistir los ataques físicos y de energía. Al ser una máquina, ella no necesita comida, agua y oxígeno para sobrevivir y, por lo tanto, también es inmune a los venenos y enfermedades y puede sobrevivir en el vacío del espacio y bajo el agua. Ella es capaz de proyectar rayos de energía electromagnética de sus ojos, y construir un campo de fuerza alrededor de ella para protegerla de los ataques. Ella también posee un elevado sentido de la vista, el olfato y el oído. Yocasta también puede percibir partículas electromagnéticas, y detectar patrones de energía y rastrearlos hasta su origen. Ella es hiperinteligente, con una capacidad ilimitada para automotivaciones, inteligencia creativa, y las emociones similares a las humanas. Yocasta se pueden comunicar a través de un número incalculable de medios de comunicación. Ella posee superhumanas capacidades analíticas cibernéticas y tiene la capacidad de hacer cálculos a una velocidad superhumana y precisa. Recientemente, se ha puesto de manifiesto que los circuitos internos de Yocasta tienen un inductor incorporado con imagen holográfica, lo que le permite disfrazarse como un ser humano, y en una ocasión aparece como Janet Van Dyne para darle a Henry Pym una sesión de terapia para decirle cosas como si Janet no estuviera muerta. Yocasta, además de compartir los mismos patrones cerebrales con Van Dyne, también tiene su voz.

## En otros medios

### Televisión
- En la segunda temporada de The Avengers: Earth's Mightiest Heroes, episodio "Ultron sin límites", Yocasta fue creada por Ultron y ordena a la Visión en capturar a Janet Van Dyne en transferir su mente al cuerpo de la androide, pero Yocasta está inactivada en última instancia debido a la interferencia de los Vengadores.
- Yocasta aparece en Marvel Disk Wars: The Avengers. Esta versión es el asistente de Hank Pym en lugar de Ultron.

### Películas
- En la película Next Avengers: Heroes of Tomorrow, Yocasta es la asistente de Tony Stark.
- Yocasta tiene un cameo en Avengers: Age of Ultron a través de un huevo de Pascua. Esta versión es una de las IA de reemplazo de Tony Stark, pero se pasa por alto a Viernes.[25]

### Videojuegos
- Aparece en Marvel Heroes, con la voz de Kate Higgins.
- Aparece como un personaje no jugable en Marvel Future Fight.
- Aparece como un personaje jugable en Marvel Avengers Academy, con la voz de Julie Shields.